# Kurt Sauer (Eishockeyspieler)
Kurt Christopher Sauer (* 16. Januar 1981 in St. Cloud, Minnesota) ist ein ehemaliger US-amerikanischer Eishockeyspieler, der im Verlauf seiner aktiven Karriere zwischen 1999 und 2009 unter anderem 400 Spiele für die Mighty Ducks of Anaheim, Colorado Avalanche und Phoenix Coyotes in der National Hockey League (NHL) auf der Position des Verteidigers bestritten hat. Seine Brüder Kent Sauer und Michael Sauer waren ebenfalls professionelle Eishockeyspieler.

## Karriere
Sauer begann seine Karriere als Eishockeyspieler bei den North Iowa Huskies, für die er in der Saison 1998/99 in der United States Hockey League (USHL) aktiv war. Anschließend spielte der Verteidiger drei Jahre lang für die Spokane Chiefs aus der Western Hockey League (WHL). In dieser Zeit wurde der US-Amerikaner im NHL Entry Draft 2000 in der dritten Runde als insgesamt 88. Spieler von der Colorado Avalanche aus der National Hockey League (NHL) ausgewählt, die ihn in den folgenden beiden Jahren jedoch nicht unter Vertrag nahmen. So unterzeichnete Sauer im Sommer 2002 als Free Agent einen Vertrag bei den Mighty Ducks of Anaheim.
Mit den Mighty Ducks erreichte Sauer in seiner Rookiesaison in der NHL gleich die Finalserie der Stanley-Cup-Playoffs 2003, in denen er mit seiner Mannschaft den New Jersey Devils in der Best-of-Seven-Serie mit 3:4-Siegen unterlag. Obwohl Sauer in den eineinhalb Jahren in Anaheim stets Stammspieler war, gaben ihn die Kalifornier im Februar 2004 gemeinsam mit einem Draftpick an die Colorado Avalanche ab, für die er die folgenden vier Jahre spielte. Colorado hatte im Gegenzug Martin Škoula nach Anaheim abgegeben.
Ab Sommer 2008 stand Sauer bei den Phoenix Coyotes unter Vertrag, denen er sich als Free Agent angeschlossen hatte. Nachdem er in seiner ersten Saison noch regelmäßig zum Einsatz gekommen war, bestritt der US-Amerikaner in der Spielzeit 2009/10 verletzungsbedingt lediglich ein NHL-Spiel, nachdem er sich eine schwere Gehirnerschütterung zugezogen hatte. Aufgrund der anhaltenden Nachwirkungen des Schädel-Hirn-Traumas musste der Verteidiger seine aktive Karriere vorzeitig beenden.

## Erfolge und Auszeichnungen
- 2002 WHL West First All-Star Team

## Karrierestatistik
(Legende zur Spielerstatistik: Sp oder GP = absolvierte Spiele; T oder G = erzielte Tore; V oder A = erzielte Assists; Pkt oder Pts = erzielte Scorerpunkte; SM oder PIM = erhaltene Strafminuten; +/− = Plus/Minus-Bilanz; PP = erzielte Überzahltore; SH = erzielte Unterzahltore; GW = erzielte Siegtore; 1 Play-downs/Relegation; Kursiv: Statistik nicht vollständig)